# Памятник Кастелару (Мадрид)
Памятник Кастелару (исп. Monumento a Castelar) расположен в центре одноимённой площади, служащей кольцевой развязкой для Пасео-де-ла-Кастельяны (Мадрид, Испания). Он был создан испанским скульптором Мариано Бенлиуре и представляет собой скульптурный ансамбль, посвящённый Эмилио Кастелару, президенту Первой Испанской республики.

## История и описание

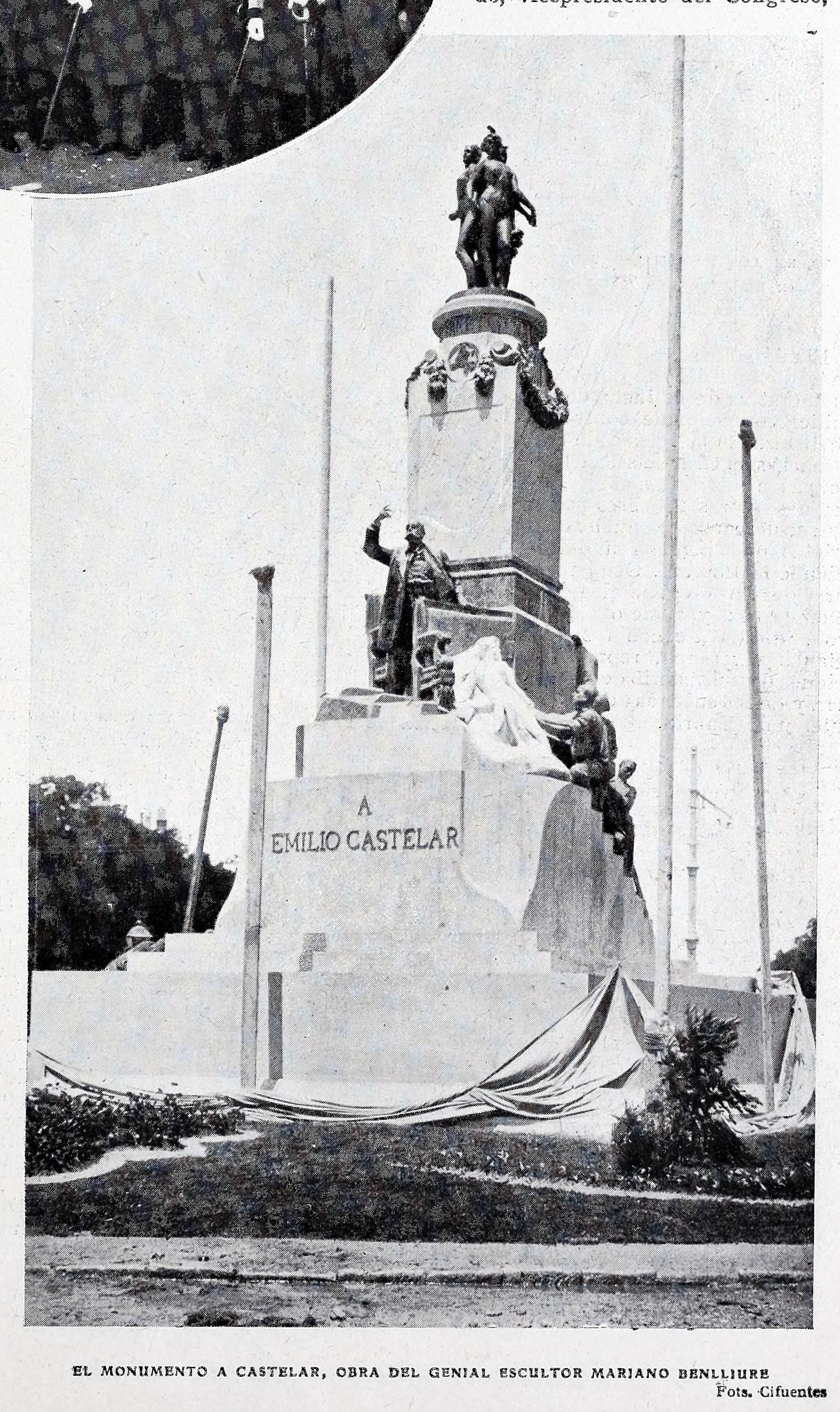
Недавно открытый памятник Кастелару, фотография Сифуэнтеса (журнал Blanco y Negro, июль 1908)

По инициативе испанского государства был организован сбор пожертвований на создание памятника Кастелару, прославившемуся как прекрасный оратор, защитник национального единства и противник рабства. Деньги на него выделили более 1000 учреждений и индивидуальных жертвователей со всей Испании, а также из Мексики, Аргентины, Франции, Англии и Италии. Победителем публичного конкурса на создание памятника, проведённого в 1905 году, стал проект скульптора Мариано Бенлиуре.
Хакинто Октавио Пикон в газете El Imparcial от 5 июля 1908 года оставил подробное описание памятника Кастелару.
На прямоугольном гранитном фундаменте покоится известняковый блок, на котором находится основание из белого мрамора с двумя бронзовыми парламентскими скамьями. Бронзовая фигура Кастелара, располагающаяся между скамьями, приняла ораторскую позу с высоко поднятой головой и вытянутой правой рукой.
Слева и немного ниже от Кастелара находится мраморная фигура обнажённой женщины — Правды, откинувшей свою голову назад. Кастелар и две бронзовых скамьи стоят на большом кубе из тёмно-красноватого мрамора с двумя ступенями. Справа от статуи Кастелара поднимаются две фигуры из белого мрамора: Цицерона и Демосфена, привлечённые действием Кастелара. Слева от Кастелара расположилась лестница с тремя бронзовыми фигурами, изображающими рабочего, солдата и студента.
Нижнюю часть задней стороны монумента занимает вогнутый бронзовый рельеф, посвящённый кампаниям Кастелара в поддержку отмены рабства в бывших испанских колониях. Он изображает восемь фигур мужчин и женщин в позе, демонстрирующей их разорванные цепи. Над ними располагается фрагмент речи Кастелара, написанный золотыми буквами и гласящий следующее: «Встаньте, рабы, потому что у вас есть родина».
В средней части задней стороны памятника находится скульптурная группа, состоящая из пушки и артиллериста.
Скульптурную композицию венчает верхняя часть памятника высотой 12 метров, представляющая собой известняковый параллелепипед. Она украшена гербом Испании в сочетании с подвесками и гирляндами из листьев, а на ней расположились три стоящие фигуры обнажённых женщин, символизирующих девиз: «Свобода, равенство и братство», лежащий в основе политического кредо Кастелара.
Памятник был открыт 6 июля 1908 года.

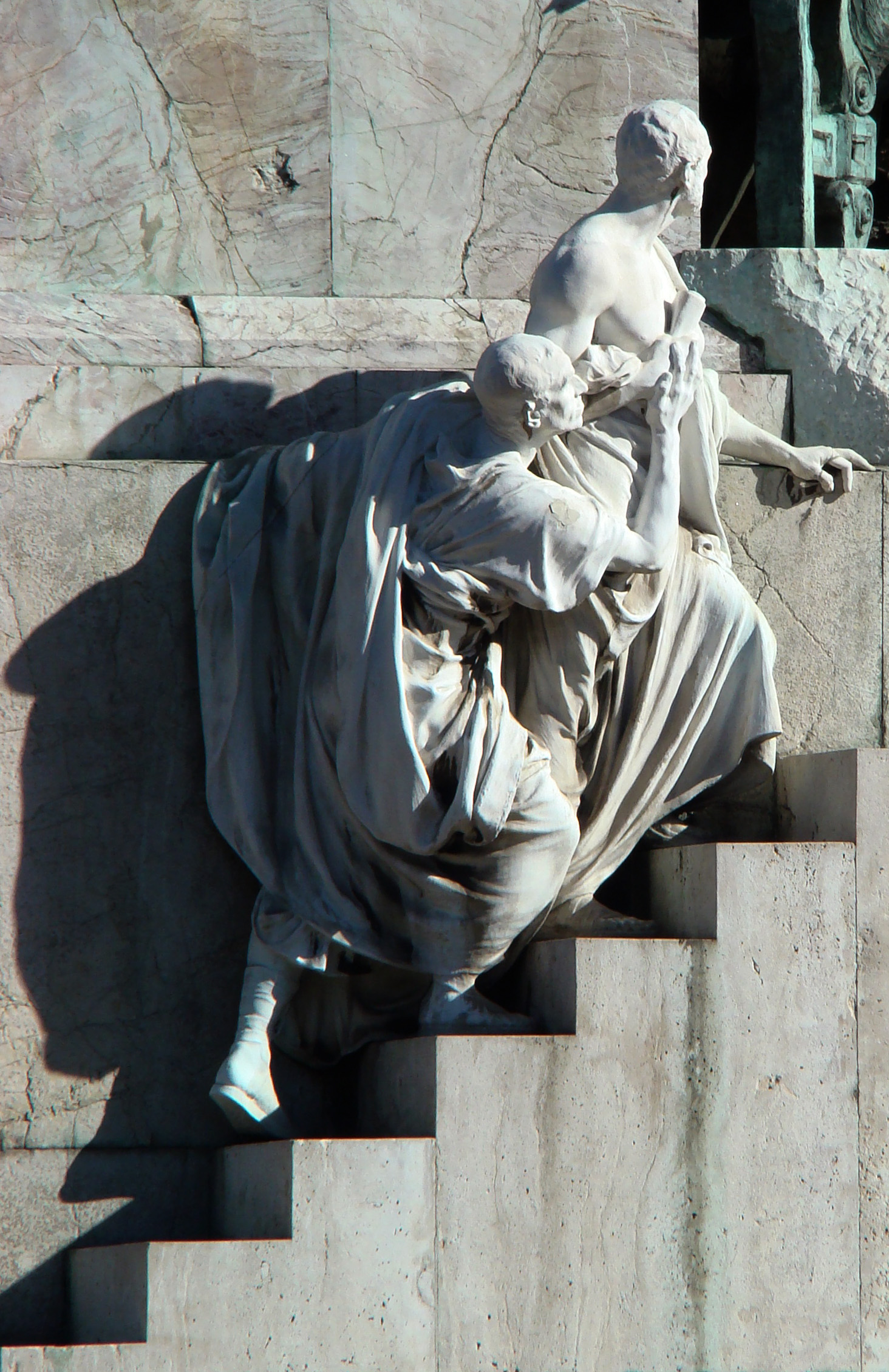
Цицерон и Демосфен
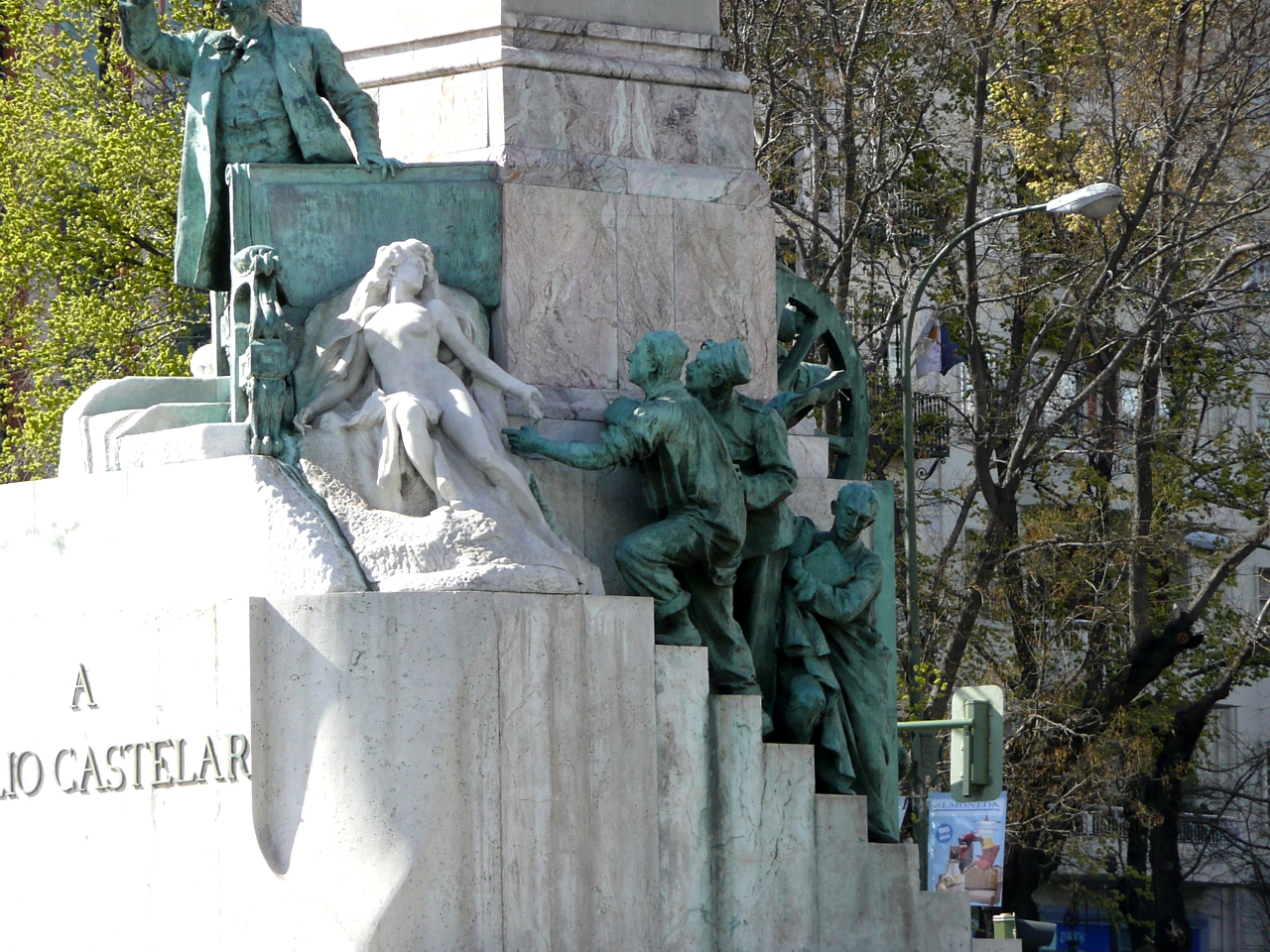
Студент, солдат и рабочий
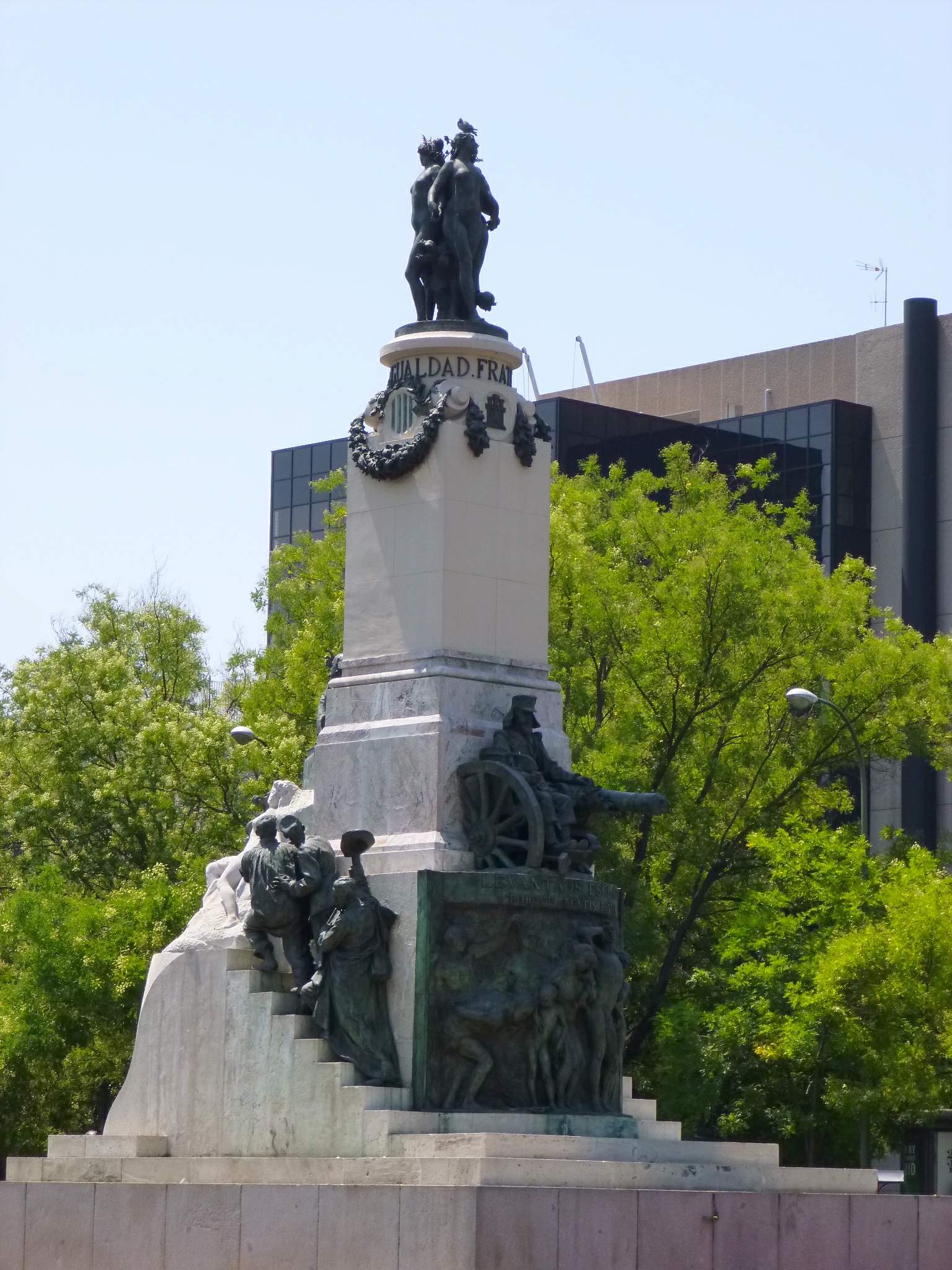
Задняя сторона монумента
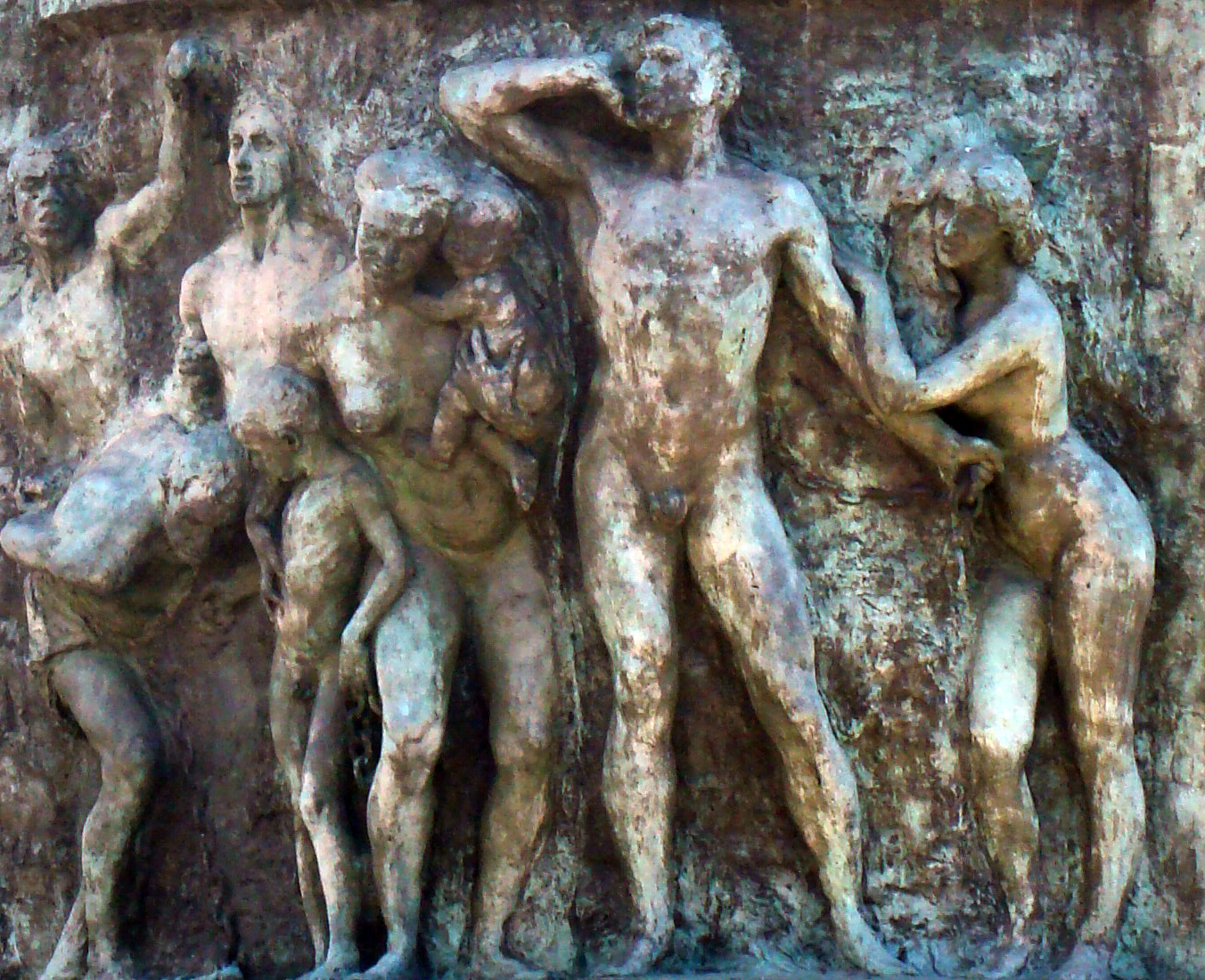
Рельеф с изображением освобождённых рабов